# Ужоцький перевал
Ужо́цький перева́л (словац. Užocký priesmyk; пол. Przełęcz Użocka; угор. Uzsoki-hágó) — гірський перевал у Високому Бескиді через Верховинський Вододільний хребет Українських Карпат. Лежить на межі Галичини і Закарпаття (Самбірського і Ужгородського районів), поблизу кордону з Польщею.
Висота перевалу 889 м (за іншими даними — 853 м). Через перевал проходить залізниця та автодорога Н 13, що сполучають Львів з Ужгородом.
З північного боку перевалу розташовані витоки річки Сян, з південної — річки Уж. У 1872 році через перевал була введена в експлуатацію стратегічно важлива залізнична магістраль, що з'єднувала Будапешт зі Східною Галичиною (перевал був адміністративним кордоном Угорщини та Галичини у складі Австро-Угорщини). Залізничне сполучення тут існує дотепер, окрім місцевих пасажирських перевезень використовується переважно для постачання руди до Словаччини. В районі перевалу прокладено 7 залізничних тунелів (найдовший — 910 метрів), це — найкрасивіша гірська магістраль України. Тут також проходить низка туристичних маршрутів, наприклад маршрут «Верхами Вододільного хребта».
Під час Першої світової війни за перевал точилися криваві бої, про які нагадує військове кладовище. Протягом 1914 і 1915 перевал кілька разів захоплювали російські війська, згодом він знову опинився в руках Австро-Угорської армії.
Після Першої світової війни перевалом проходив чехословацько-польський кордон, в 1930 році тут було побудовано нову будівлю чехословацького митного управління. Після анексії Угорщиною території нинішнього Закарпаття (тодішньої Підкарпатської Русі) тут було засновано новий угорсько-польський кордон і розстріляно поляками полонених українців. Через два дні після захоплення — 20 березня 1939 року — тут відбулися урочистості з нагоди відновлення спільного кордону двох країн. З вересня 1939 року до червня 1941 року перевал став угорсько-радянським кордоном.
За перевал тривали важкі бої і під час Другої світової війни. Угорські та німецькі війська побудували тут так звану лінію Арпада — на схилах гір розміщувалося багато кілометрів траншей, розгорнуті 30 бетонних і 60 дерев'яно-земляних бункерів. На початку вересня 1944 на перевалі стався тригодинний бій між куренем УПА «Рена» (Мартина Мізерного) та угорським батальйоном (400 осіб) . Опинившись у невигідному становищі (курінь «Рена», що знаходився на горі, здійснював мінометний обстріл угорських позицій у маленькому присілку на схилі), угорське військо підняло білий прапор і було повністю роззброєне повстанцями. Після приєднання Закарпаття до Радянського Союзу (так само, як і тепер) перевал став знову лише адміністративним кордоном між Львівською та Закарпатською областями. У 60-х роках залізниця була електрифікована.